# Evan Murphy
Pour les articles homonymes, voir Murphy.
Evan Murphy, né le 25 mars 1988, est un coureur cycliste américain, membre de l'équipe Toronto Hustle. Son frère cadet Kyle est également coureur cycliste.

## Biographie
En 2015, Evan Murphy intègre l'équipe continentale américaine Lupus Racing. Avec celle-ci, il décroche trois succès sur des épreuves du calendrier national américain, dont notamment la Harlem Skyscraper Classic, et réalise trois tops 10 sur le Tour du lac Qinghai. Au mois de septembre, il est retenu par sa formation pour participer au championnat du monde du contre-la-montre par équipes de marques, qui se tient à Richmond en Virginie. Il en prend la 25e place, avec ses coéquipiers de Lupus Racing, sur 27 équipes participantes au départ.
Pour sa deuxième saison avec celle-ci en 2016, il démontre sa bonne pointe de vitesse lors de la Vuelta a la Independencia Nacional, où il se distingue sur deux étapes se terminant au sprint (3e et 5e), avant de réalise également une belle prestation sur la Joe Martin Stage Race (6e d'une étape). Durant l'été, il se classe troisième d'une épreuve de l'Intelligentsia Cup et conclut la Delta Road Race à la seizième place.

## Palmarès
- 2015
  - Harlem Skyscraper Classic

## Classements mondiaux
| Année            | 2015 | 2016 |
| ---------------- | ---- | ---- |
| UCI Asia Tour    | 323e |      |
| UCI America Tour |      | 558e |